# Euphaedra zampa
Euphaedra zampa är en fjärilsart som beskrevs av John Obadiah Westwood 1850. Euphaedra zampa ingår i släktet Euphaedra och familjen praktfjärilar. Inga underarter finns listade i Catalogue of Life.

## Bildgalleri

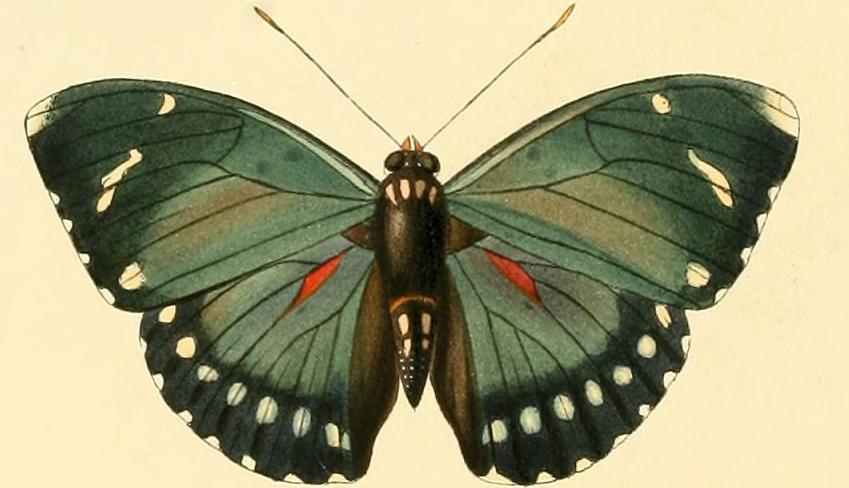
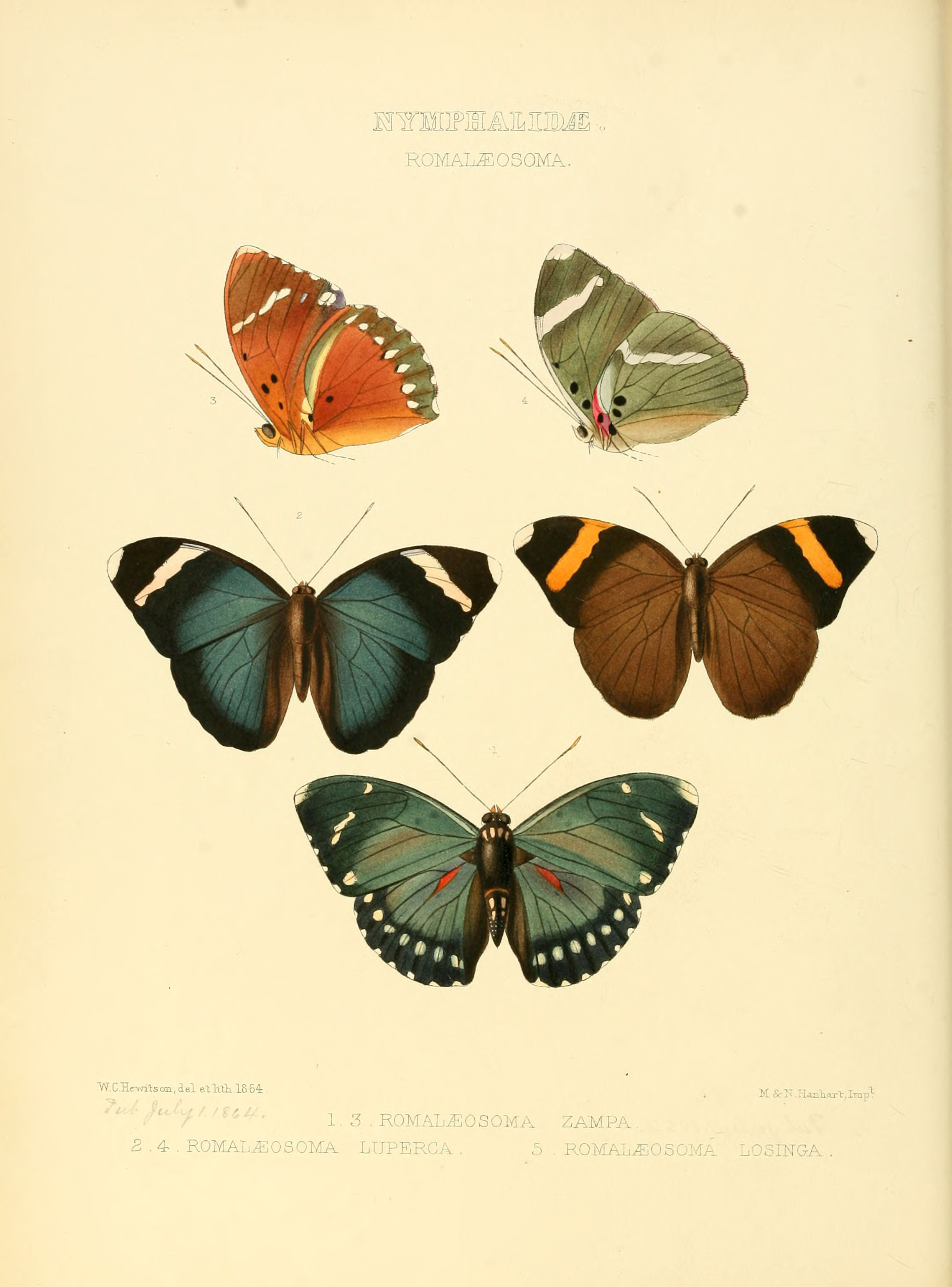